# Pieter Vlaming

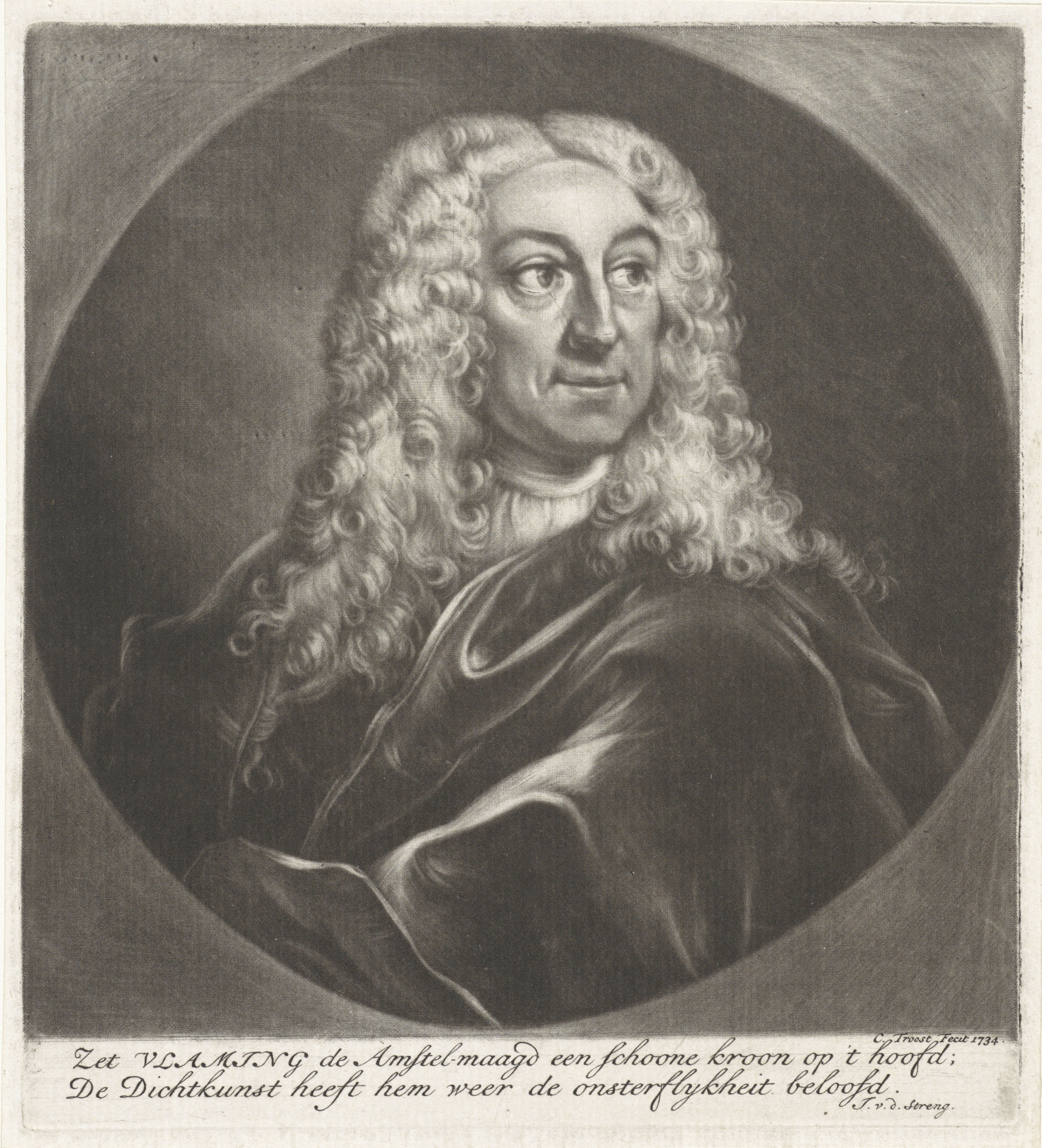
Pieter Vlaming door C. Troost; onderschrift van J. v.d. Streng (1734).

Pieter Vlaming (Amsterdam, 29 maart 1686 - Haarlem, 2 februari 1733) was een Nederlands dichter en boekhouder.

## Biografie

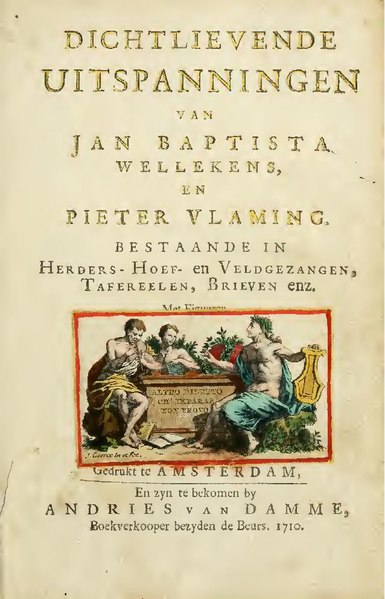
Dichtlievende uitspanningen door Jan Baptista Wellekens en Pieter Vlaming

Pieter Vlaming werd geboren op 29 maart 1686 in Amsterdam als zoon van Floris Willemszoon V en Christina van Beek op 9 september 1704 studeerde hij in Leiden; voor rechten. Hij werd in 1719 boekhouder bij de VOC en stierf in Haarlem op 2 februari 1733. Hij was bevriend met dichter Jan Baptista Wellekens waarmee hij Dichtlievende Uitspanningen schreef in 1711. Tijdens zijn vrije tijd hield hij zich bezig met letteroefeningen; Naast de Latijnse en Griekse taal verstond hij het Frans, Engels, Duits en het Italiaans. Hij legde zich toe tot de Nederlandstalige (toen Nederduitsche) poëzie.
In 1709 huwde hij met Wynanda Calkoen, die hem veertien kinderen schonk. Twee zonen en twee dochters overleefde hem.

Een gedicht door Wellekens gaat over Vlamings overleden dochter, Rozelyntje.
Is Rozelyntje neergestort?
Die lieve en jonge spruit verdort?
Helaas! wie helpt my klagen?
Maar wie verbaast zich dat een bloem
Hoe schoon, hoe eêl en ryk van roem,
Wert door een hagelbui geslagen!
Lycoris, zijt toch niet bedrukt:
Z' is niet geslagen, maar geplukt
Door hares Scheppers handen,
Eer dat een spin, of vuil gediert,
Haar zuivre blaadjes heeft ontciert,
Of middagzon haar deed verbranden.
Zy is geplukt, om weer verplant
Te worden, in het heilig lant;
Daar zal zy eeuwig bloeien.
O zalig bloempje! wie benijd
Dat gy altijd gelukkig zijt,
Na 's Hemels dauw u zal besproeien?
Lycoris, wiltge uw bloempje weêr?
Of wilt gy 't laten by den Heer,
Die 't beter zal als gy bewaren?
Die keur, dunkt my, vereischt geen raad.
Zo, zo: herstel uw bly gelaat.
Haar welstant moet elk vreugde baaren

- Jan Baptista Wellekens

## Galerij

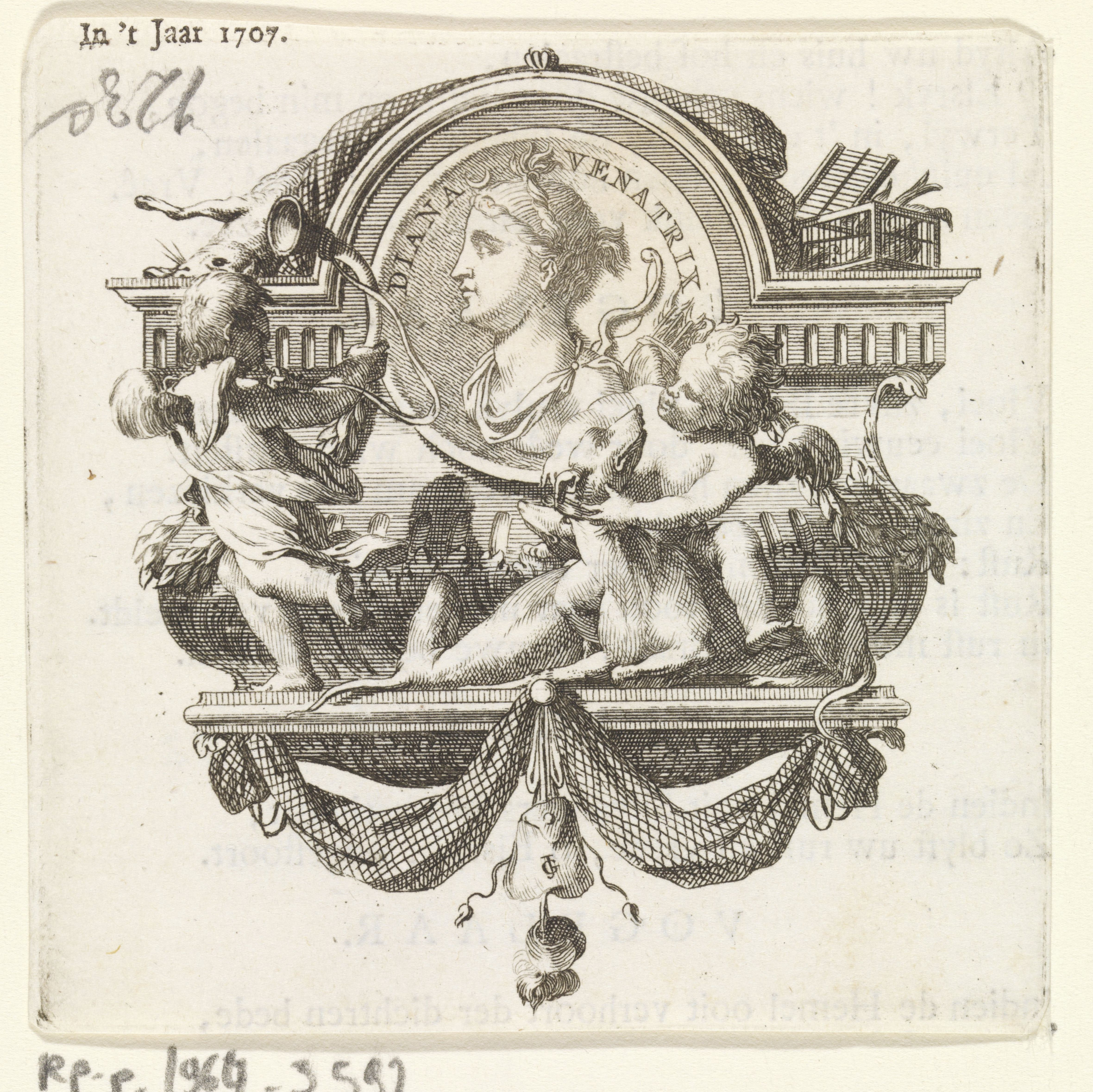
Boekillustratie voor Jan Baptista Wellekens and Pieter Vlaming, "Dichtlievende Uitspanningen". Amsterdam bij A. van Damme, 1710, p. 38.
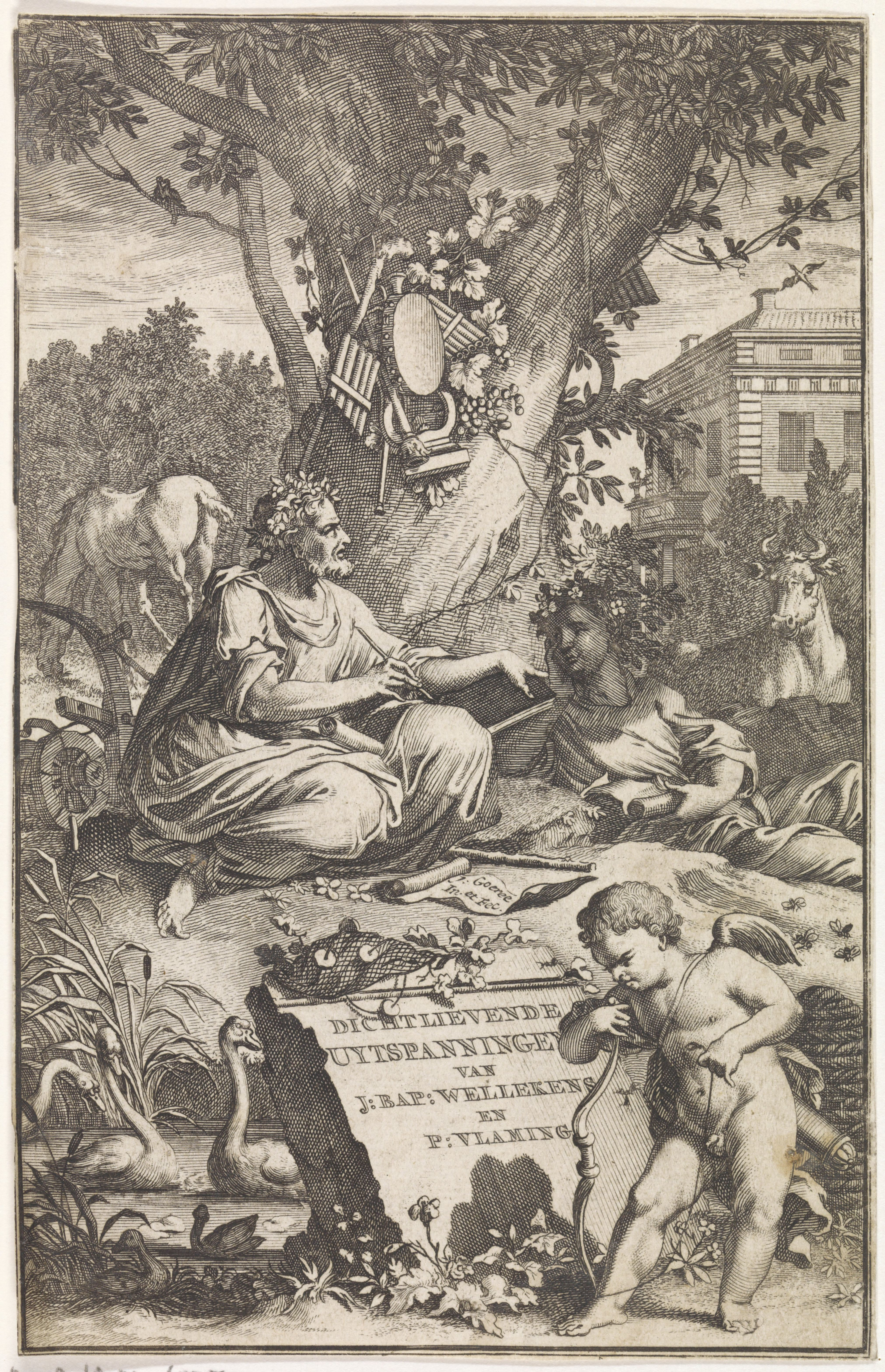
Titelpagina voor Jan Baptista Wellekens and Pieter Vlaming, "Dichtlievende uitspanningen". Amsterdam bij A. van Damme, 1710.
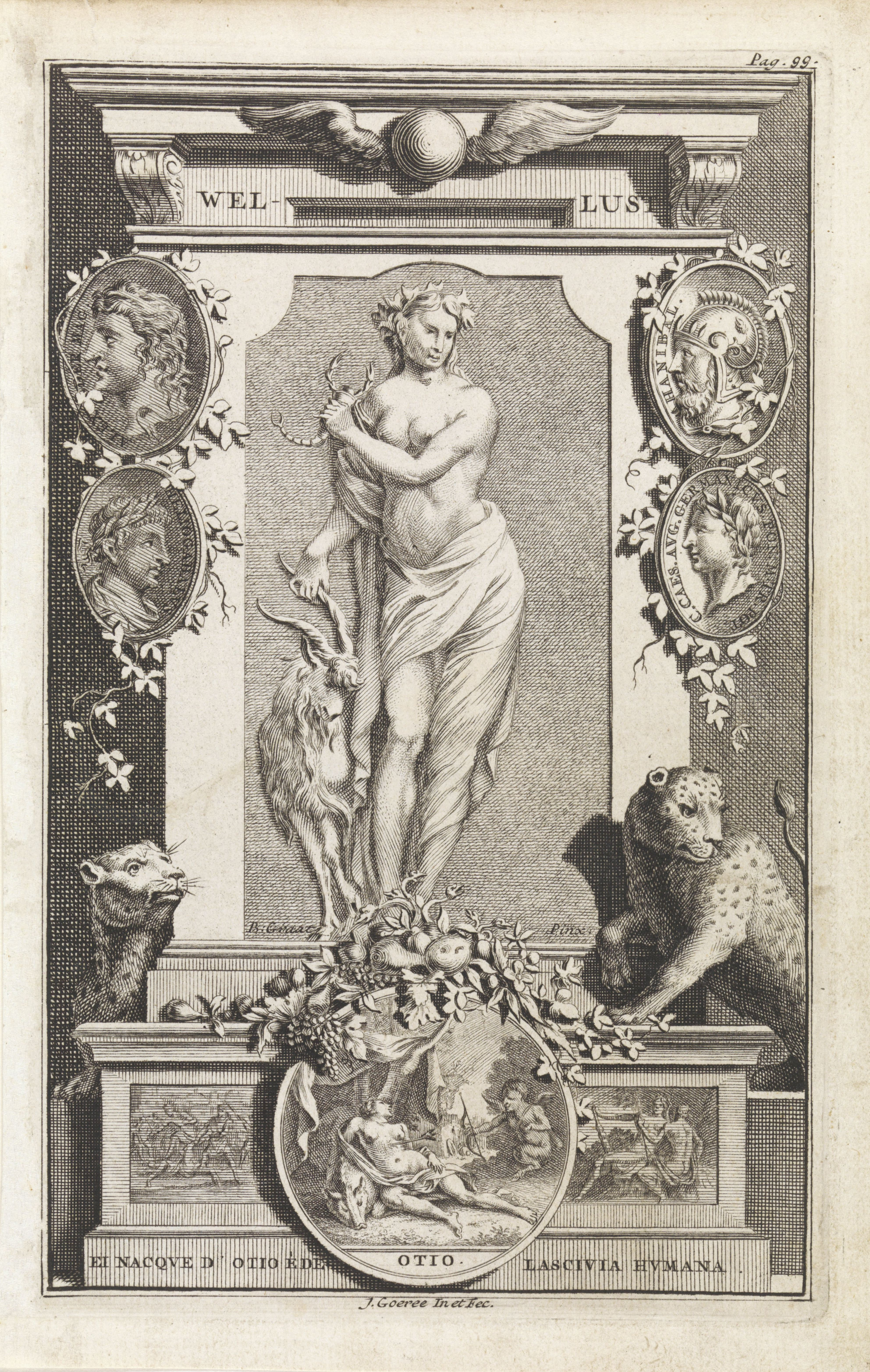
Boekillustratie voor Jan Baptista Wellekens and Pieter Vlaming, "Dichtlievende Uitspanningen". Amsterdam bij A. van Damme, 1710, p. 99.

- Biblioteca Nacional de España: XX1232862
- Biografisch Portaal: 86942545
- Digitale Bibliotheek voor de Nederlandse Letteren: vlam006
- Gemeinsame Normdatei: 124628478
- International Standard Name Identifier: 0000 0001 1585 5317
- Library of Congress Control Number: n2001062335
- Nederlandse Thesaurus van Auteursnamen: 071423850
- Istituto Centrale per il Catalogo Unico: RAVV660332
- Système universitaire de documentation: 111750539
- Virtual International Authority File: 1817631
- WorldCat: E39PBJdgTd88dHjHDRKC6R9JjC